# العلاقات الأنغولية السعودية
العلاقات الأنغولية السعودية هي العلاقات الثنائية التي تجمع بين أنغولا والسعودية.

## مقارنة بين البلدين
هذه مقارنة عامة ومرجعية للدولتين:
| وجه المقارنة                                              | أنغولا           | السعودية        |
| --------------------------------------------------------- | ---------------- | --------------- |
| المساحة (كم2)                                             | 1.25 مليون       | 2.25 مليون      |
| عدد السكان (نسمة)                                         | 29.78 مليون      | 33.00 مليون     |
| الكثافة السكانية (ن./كم²)                                 | 23.82            | 14.67           |
| العاصمة                                                   | لواندا           | الرياض، الدرعية |
| اللغة الرسمية                                             | اللغة البرتغالية | اللغة العربية   |
| العملة                                                    | كوانزا أنغولي    | ريال سعودي      |
| الناتج المحلي الإجمالي (بليون دولار)                      | 124.21 مليار     | 683.83 مليار    |
| الناتج المحلي الإجمالي (تعادل القوة الشرائية) بليون دولار | 184.83 مليار     | 1.69 تريليون    |
| الناتج المحلي الإجمالي الاسمي للفرد دولار أمريكي          | 4.10 ألف         | 20.48 ألف       |
| الناتج المحلي الإجمالي للفرد دولار أمريكي                 |                  | 52.01 ألف       |
| مؤشر التنمية البشرية                                      | 0.533            | 0.837           |
| رمز المكالمات الدولي                                      | +244             | +966            |
| رمز الإنترنت                                              | .ao              | .sa             |
| المنطقة الزمنية                                           | ت ع م+01:00      | ت ع م+03:00     |

## منظمات دولية مشتركة
يشترك البلدان في عضوية مجموعة من المنظمات الدولية، منها:
| علم المنظمة | اسم المنظمة                        | تاريخ انضمام أنغولا | تاريخ انضمام السعودية |
| ----------- | ---------------------------------- | ------------------- | --------------------- |
|             | الاتحاد الدولي للاتصالات           | 13 أكتوبر 1976      | 7 فبراير 1949         |
|             | منظمة حظر الأسلحة الكيميائية       | ?                   | ?                     |
|             | البنك الإفريقي للتنمية             | ?                   | 4 أغسطس 1963          |
|             | منظمة التجارة العالمية             | ?                   | 11 نوفمبر 2005        |
|             | منظمة الشرطة الجنائية الدولية      | ?                   | 13 يونيو 1956         |
|             | الأمم المتحدة                      | 1 ديسمبر 1976       | 24 أكتوبر 1945        |
|             | يونسكو                             | 11 مارس 1977        | 4 نوفمبر 1946         |
|             | البنك الدولي للإنشاء والتعمير      | 19 سبتمبر 1989      | 26 أغسطس 1957         |
|             | وكالة ضمان الاستثمار متعدد الأطراف | 19 سبتمبر 1989      | 12 أبريل 1988         |
|             | مؤسسة التنمية الدولية              | 19 سبتمبر 1989      | 30 ديسمبر 1960        |
|             | مؤسسة التمويل الدولية              | 19 سبتمبر 1989      | 18 سبتمبر 1962        |
|             | الاتحاد البريدي العالمي            | ?                   | ?                     |

## وصلات خارجية
- موقع وزارة الخارجية الأنغولية
- موقع وزارة الخارجية السعودية